# Московская (гостиница, Ростов-на-Дону)
Гостиница «Московская» (бывшая «Большая Московская») — гостиница в Ростове-на-Дону, расположенная на Большой Садовой улице (дом 62). Здание гостиницы было построено в 1893—1896 годах по проекту архитектора А. Н. Померанцева при участии Н. Н. Дурбаха. В настоящее время гостиница закрыта, планируется реконструкция. Здание гостиницы «Московская» имеет статус объекта культурного наследия регионального значения.

## История
В середине XIX века купец армянского происхождения Марес Бабаджанян, проживавший в Индии, завещал часть своего состояния городу Нахичевани-на-Дону на благотворительность. В 1860 году писатель и революционер-демократ Микаэл Налбалдян в своём журнале «Северное сияние» (Hyusisapayl) написал статью, в которой призывал нахичеванцев принять меры для получения этих средств. Тогда в городской думе Нахичевани-на-Дону предложили, чтобы вопросом получения средств занялся сам Налбандян. В сентябре 1861 года он выиграл суд в Калькутте, и деньги были получены.
На эти средства «Нахичеванское церковное попечительство о бедных армянах» решило построить гостиницу на главной улице Ростова-на-Дону. Автором проекта стал известный архитектор Александр Никанорович Померанцев, который до этого уже построил в Ростове дом купца Генч-Оглуева. Активное участие в строительстве принимал нахичеванский и ростовский архитектор Николай Никитич Дурбах. Строительство здания началось в 1893 году, и к 1896 году гостиница была открыта.
Всего на строительство гостиницы было потрачено более 400 тысяч рублей, что существенно выше сметы. За это в адрес «Нахичеванского церковного попечительства о бедных армянах» неоднократно звучала критика, но представители общества отвечали, что затраты должны вскоре окупиться: здание арендовал на 11 лет грек Харлампий Владос, который обязался ежегодно платить по 34 тысячи рублей. Однако вскоре после открытия гостиницы Харлампий Владос обанкротился, и его имущество было продано с аукциона. В результате попечители общества понесли убытки. Но несмотря на это гостиница «Большая Московская» вскоре стала одним из самых дорогих и комфортабельных отелей города. В гостинице было 60 номеров стоимостью «от одного рубля и дороже». Помещения в здании арендовали и различные организации, среди которых были банкирский дом «Чахиров и К.», музыкальная торговля Бродского, магазин швейных машин Зингера, кондитерский магазин и кофейная Д. И. Филиппова.
Во время Великой Отечественной войны здание гостиницы серьёзно пострадало, но к 1960 году оно было восстановлено. К середине 2000-х годов гостиница была закрыта, а в здании размещались офисы. 1 июня 2007 года там произошёл пожар, после чего здание перестало эксплуатироваться. К началу 2013 года, здание находилось в плохом состоянии. Планируется реконструкция здания с увеличением этажности. Предполагается, что после окончания реконструкции «Московская» станет пятизвёздочным отелем.

## Архитектура
Четырёхэтажное здание гостиницы построено в духе эклектики. Симметричный фасад поделён вертикально на пять частей. В центральной части изначально был большой балкон-навес, перекрывавший всю ширину тротуара у главного входа (ныне утрачен). Третий и четвёртый этажи в центре фасада объединены портиком с колоннами и пилястрами коринфского ордера. Фасад завершается аттиком с фронтоном в центральной части.
Первый этаж отделан рустом. Размер и форма окон различаются в зависимости от этажа: большие витрины на первом этаже, прямоугольные окна на втором и третьем этажах, окна с полуциркульными завершениями на последнем этаже. Различается и оформление оконных проёмов: на втором этаже это небольшие фронтоны, на третьем — карнизы в центре и фронтончики в боковых частях фасада, на четвёртом — арочное оформление.